# Bandar Alam Baru
Bandar Alam Baru is een bestuurslaag in het regentschap Ogan Komering Ulu Selatan van de provincie Zuid-Sumatra, Indonesië. Bandar Alam Baru telt 431 inwoners (volkstelling 2010).